# Самовольевка
Самовольевка — село Ковылкинского района Республики Мордовия в составе Мордовско-Вечкенинского сельского поселения. 

## География
Находится у реки Мокша на расстоянии примерно 8 километров по прямой на юг от районного центра города Ковылкино.

## Истории
Известна с 1869 года, когда она была учтена как владельческая деревня Наровчатского уезда Пензенской губернии из 55 дворов.

## Население
Постоянное население составляло 7 человек (русские 86%) в 2002 году, 8 в 2010 году .